# Tamaqua
Tamaqua es un borough ubicado en el condado de Schuylkill en el estado estadounidense de Pensilvania. En el año 2000 tenía una población de 7.174 habitantes y una densidad poblacional de 281.8 personas por km².

## Geografía
Tamaqua se encuentra ubicado en las coordenadas 40°47′55″N 75°57′59″O / 40.79861, -75.96639.

## Demografía
Según la Oficina del Censo en 2000 los ingresos medios por hogar en la localidad eran de $27,899 y los ingresos medios por familia eran $36,406. Los hombres tenían unos ingresos medios de $29,970 frente a los $20,637 para las mujeres. La renta per cápita para la localidad era de $15,752. Alrededor del 14.9% de la población estaba por debajo del umbral de pobreza.